# セシル・ウェイド夫人の肖像
『セシル・ウェイド夫人の肖像』（セシル・ウェイドふじんのしょうぞう, 英: Portrait of Mrs. Cecil Wade）は、ジョン・シンガー・サージェントが1886年に制作した絵画である。油彩。スコットランドの社交界の著名人であったセシル・ウェイド夫人を描いている。現在はミズーリ州カンザスシティのネルソン・アトキンス美術館に所蔵されている。

## 制作背景

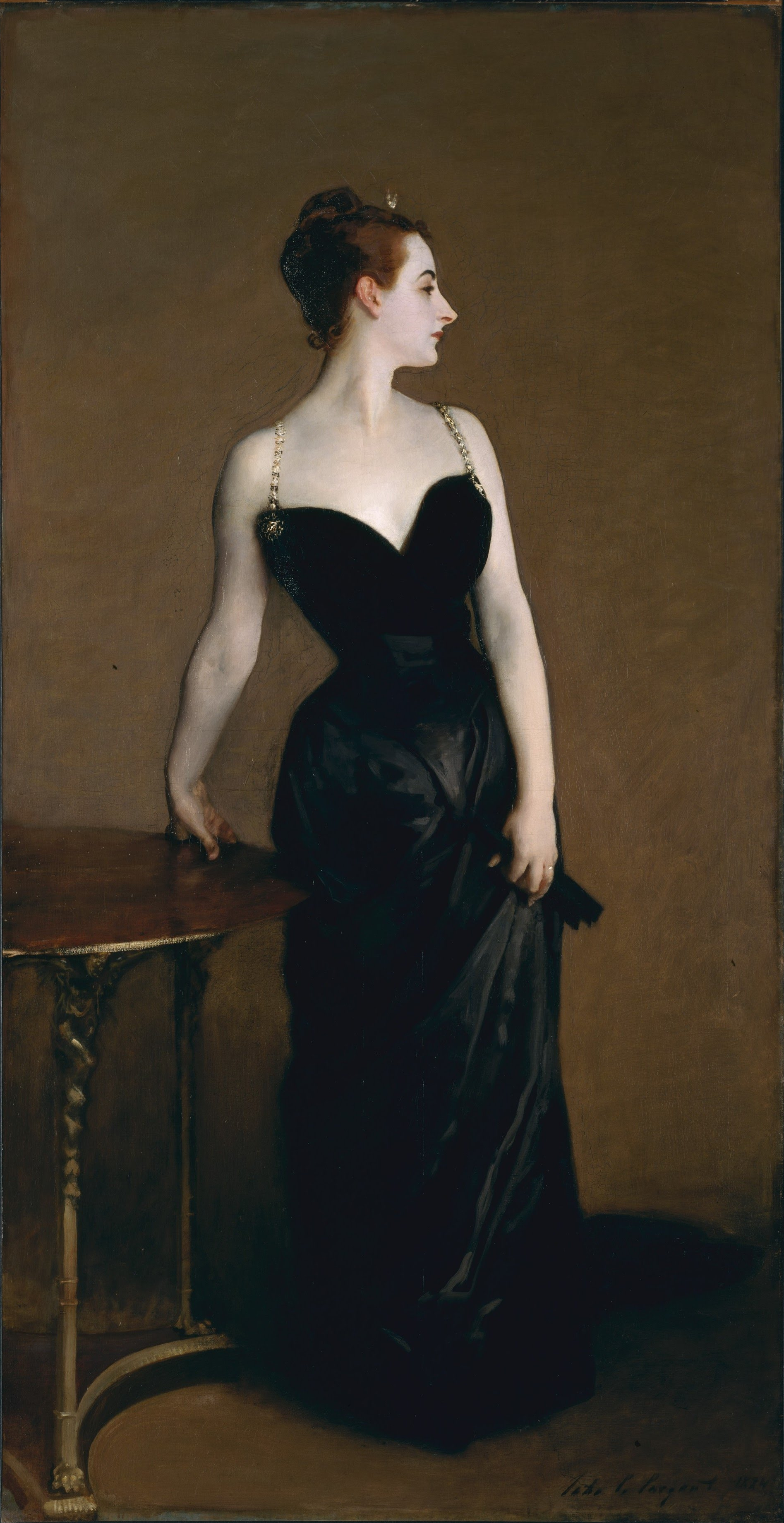
1884年のサロンで物議を醸したサージェントの作品『マダムXの肖像』。メトロポリタン美術館所蔵。

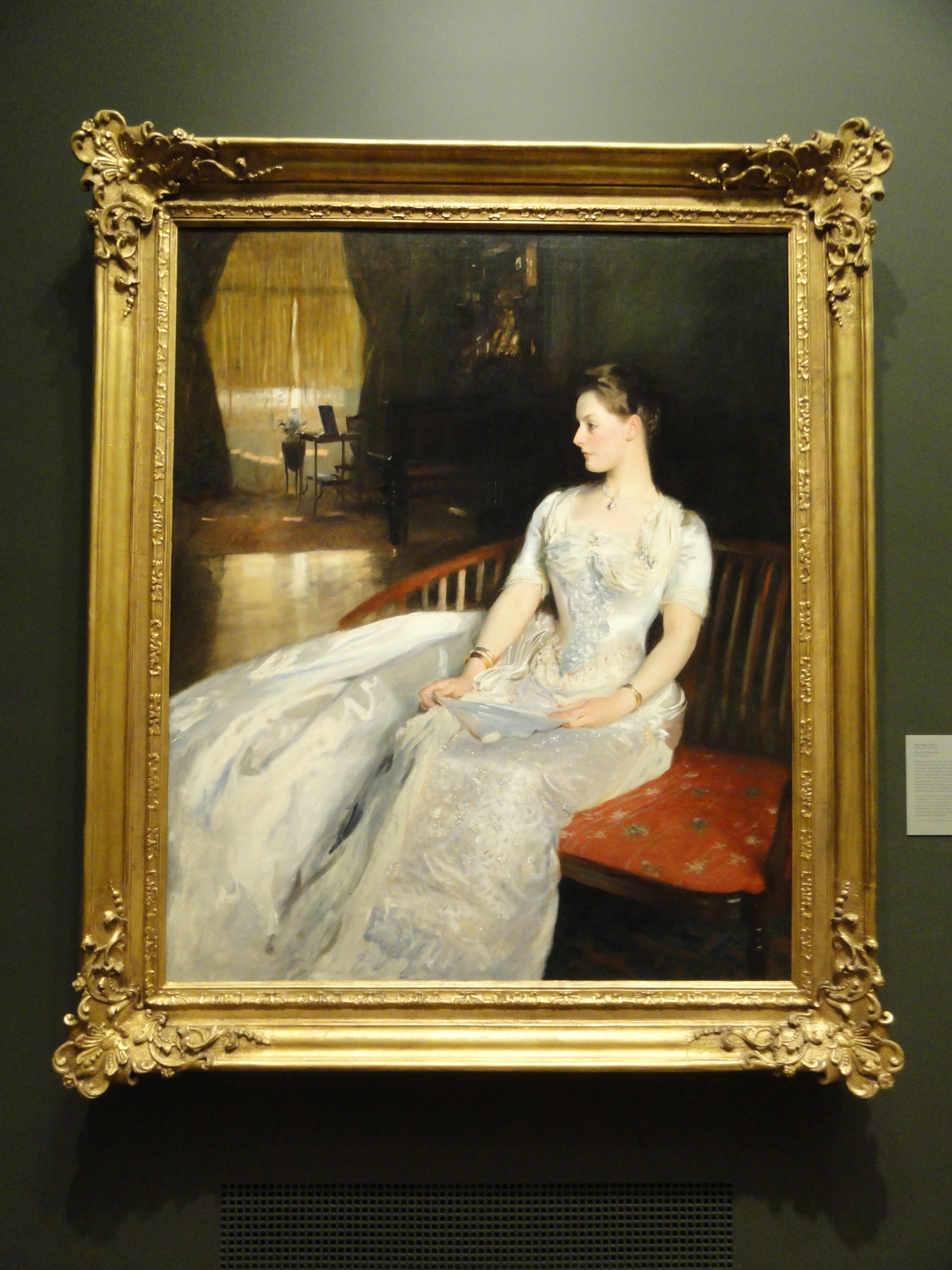
額縁と展示。

ヴィルジニー・アメリー・アヴェーニョ・ゴートロー夫人を描いた作品『マダムXの肖像』（Portrait of Madame X）が1884年のサロンでスキャンダルを起こしたのち、サージェントはフランスで多くの顧客を失い、1886年に新たな顧客を求めて渡英した。本作品は1884年のサロン後のサージェントの最初の重要性の高い作品であった。
セシル・ウェイド夫人フランシス・フリュー・ウェイド（Frances Frew Wade）、旧姓フランシス・マッケイ・フリュー（Frances Mackay Frew）は1863年6月17日にスコットランドのグラスゴーに生まれ、1883年にロンドンの株式仲買人セシル・ローリー・ウェイド（Cecil Lowry Wade, 1857年-1908年）と結婚した。夫人がロンドンの自宅で、ヴィクトリア女王の前で披露した白いサテンのドレスを着てサージェントの肖像画のモデルになったとき23歳であった。

## 作品
本作品はサージェントの肖像画と室内画を描く妙技と並んで、明暗を大胆に実験する意欲を示している。サージェントはロンドンの別邸の広い応接間を独占しているウェイド夫人を描いている。全身像で描かれたウェイド夫人は赤い花柄のクッションが敷かれた木製の長椅子に座っており、その横顔は自身の右側を見つめている。右手には白い扇子を持ち、両腕にブレスレットをはめ、首を白いチョーカーで飾っている。長椅子に座っている夫人の身体は斜めの角度から描かれており、彼女の白い肌と白いサテンのドレスを洗う明るい光を伴っている。夫人の堅苦しい姿勢は洗練されつつも厳格な存在感を放ち、夫人の美しく整った横顔は慎みと高い社会的地位を示唆している。
薄暗い背景では、黄色いカーテンで覆われた窓からささやかな日の光が差し込み、窓の近くに配置された植物と、小型のテーブルおよび椅子を逆光の中に照らし出している。サージェントのタッチは同時代のフランスと17世紀スペインの絵画技法を取り入れたものであり、サテンや木材、薄手のカーテンといった、様々な照明効果や質感を印象的に呼び起こしている。

## 来歴
夫人は1886年以来ロンドンで肖像画を所有し続け、1908年に死去した。その後、肖像画はロンドンに住み続けた娘のアイリーン・ウェイド（Aileen Wade）に相続された。1955年、アイリーンは肖像画を甥のルースヴェン・ラウリー・ウェイド卿（Sir Ruthven Lowry Wade）に遺贈した。彼はディントンで長らく肖像画を所有し続けたが、1986年にサザビーズ・ニューヨークで競売にかけられ、ミズーリ州カンザスシティのイーニッド・アンド・クロスビー・ケンパー財団（Enid and Crosby Kemper Foundation）によって購入された。同年、財団は肖像画をネルソン・アトキンス美術館に寄贈し、現在はサラ・アンド・ランドン・アメリカン・アート・ギャラリー（Sarah and Landon Rowland American art galleries）に展示されている。

## 評価
『セシル・ウェイド夫人の肖像画』は1887年にロンドンのダドリー・ギャラリーで開催されたニュー・イングリッシュ・アート・クラブ展で初めて展示された。このとき肖像画は非常に複雑な評価を受けた。週刊誌『スペクテイター』のF・D・モーリス（F. D. Maurice）とチャールズ・キングズレー（Charles Kingsley）は「モデルの顔つきの個性と活気」を称賛した一方で、前景の「不自然な」光の使用と絵画制作における「冷たい」描法を非難し、作品全体が「優しさのわずかな気配も、詩性の疑いも全くない」結果になっていると厳しく非難した。さらに、週刊紙『サタデー・レビュー』は「魅力的に描かれたインテリアに対して、素晴らしく見事に処理された白いドレスの女性の似姿」であるとサージェントを称賛したが、『イラストレイテド・ロンドン・ニュース』はサージェントがウェイド夫人が個性を持った人であることを無視していると改めて指摘し、「サージェント氏の白いサテンの『貴婦人の肖像』は彼女の腕と顔がボール紙でできていたことを示唆している」と述べている。
その後、肖像画はサージェントの死後に催された2回の展覧会にも出品された。最初の展覧会は1925年にリバプールのウォーカー・アート・ギャラリーで開催され、2回目は翌1926年にロンドンの王立芸術アカデミーで開催された。肖像画は1986年にネルソン・アトキンス美術館に収蔵されたのち、さらに3回の特別展で取り上げられた。 最初の展示は1987年に美術館で行われた厳選された新収品の展示であり、他の注目作品の中でも特別な評価を受けた。